# 净州路
净州路，中国元朝时设置的路。
金朝时，设置净州。元朝改为净州路，治所在天山县（今内蒙古自治区乌兰察布市四子王旗西北城卜子村）。包括今内蒙古四子王旗附近。明朝初年，废除净州路。
净州路故城现为内蒙古全国重点文物保护单位。